# بازی جنگ: اژدهای سرخ
بازی جنگ: اژدهای سرخ (به انگلیسی: Wargame: Red Dragon) یک بازی ویدئویی استراتژیک بی‌درنگ است که توسط شرکت یوجن سیستمز توسعه داده شد و در تاریخ ۱۷ آوریل ۲۰۱۴ عرضه شد.
بازی جنگ: اژدهای سرخ شامل نبردهای آبی‌خاکی و جنگ کشتی‌ها می‌شود و می‌توان نیروهای خود را از بین بیش از ۱۴۵۰ نیروی نظامی ۱۷ کشور انتخاب نمود.
بازی دارای ۴ نبرد کمپین می‌باشد که شامل:
- (Busan Pocket (easy
- (Bear vs. Dragon (medium
- (Pearl of The Orient (hard
- (climb Mount. Narodnaya (very hard

## نیروهای آبی
- ایالات متحده آمریکا
- فرانسه
- کانادا
- بریتانیا
- آنزاک (استرالیا و نیوزلند)
- ژاپن
- کره جنوبی
- آلمان غربی
- دانمارک
- سوئد
- نروژ

## نیروهای قرمز
- اتحاد جماهیر شوروی سوسیالیستی
- جمهوری خلق چین
- کره شمالی
- آلمان شرقی
- لهستان
- چکسلواکی